# グリフィス・スタジアム
グリフィス・スタジアム（Griffith Stadium）は、アメリカ合衆国のワシントンD.C.にかつて存在したスタジアムである。スタジアムという呼称を初めて用いた球場である。

## スタジアムの歴史
グリフィス・スタジアムが建っていた土地には、元々1891年からバウンダリー・フィールドという野球場があった。その球場は1891年からワシントン・セネタースが本拠地として使用したが、1900年にリーグが縮小された際、セネタースは削減対象となり解散した。
1904年、アメリカンリーグのワシントン・セネタース（現ミネソタ・ツインズ）がアメリカン・リーグ・パークからバウンダリー・フィールドがあった場所に移転してきた。セネタースは前本拠地からスタンドなど設備を移築し、新球場の名前を前本拠地と同じ「アメリカン・リーグ・パーク」にした。ワシントンD.C.という立地から、大統領も観戦に訪れたりしていたが、客足は芳しくなかった。そして1911年3月17日、配管工がもっていた溶接用の小型バーナーから出火し、アメリカン・リーグ・パークは全焼してしまった。
シーズン開幕が目前に迫っていたため、新球場の建設が急ピッチで進められた。しかし開幕までに間に合うわけもなく、仕方なく4月12日、ほとんどの部分が未完成のまま開場した。新球場が全面完成したのはシーズン半ばのことだった。新球場はナショナル・パーク（National Park）と名付けられた。
その後、1920年にセネタースのクラーク・グリフィス球団オーナーの名を取って球場名をグリフィス・スタジアムに改称した。グリフィス・スタジアムは1937年からはNFLワシントン・レッドスキンズの本拠地にもなり、野球とアメリカンフットボールの兼用球場となった。またこの頃にはニグロリーグのホームステッド・グレイズの試合も開催されていた。グリフィス・スタジアムはワシントンD.C.のスポーツの中心地だった。
1950年代に入り、セネタースの観客動員が減少し始めた（1946年から1950年までの5年間で1試合平均約10750人を動員していたのが、1951年から1955年までの5年間で同約7600人まで減少している）。球団は移転を検討し始め、最終的にミネソタ州へ1960年シーズン終了後に移転することに決定した。またレッドスキンズも、グリフィス・スタジアムの老朽化が進んでいたので1961年からは新しく建設されたロバート・F・ケネディ・メモリアル・スタジアムへ移転することになった。
1961年にはメジャーリーグが球団拡張を実施し、新たなワシントン・セネタース（現テキサス・レンジャーズ）が誕生した。しかし新セネタースがグリフィス・スタジアムを本拠地として使用したのは最初の1年のみで、その翌年にはロバート・F・ケネディ・メモリアル・スタジアムへ移転した。使い手がなくなったグリフィス・スタジアムは1965年に取り壊され、跡地にハワード大学病院が建設された。

## フィールドの特徴
- 外野が広く、ホームランが出にくい。この球場が大リーグ球団の本拠地だった41年間のうち、34シーズンで「大リーグの全本拠地の中で一番ホームランが少ない球場」だった。
- 外野フェンスがジグザグになっているが、これは土地を売却するのを拒否した5軒の家屋を避けた形で球場が設計されたからである。

### 外野の広さの変遷
| 年度 | 左 翼 | 左中間 | 中 堅 | 右中間 | 右 翼 |
| ---- | ----- | ------ | ----- | ------ | ----- |
| 1911 | 407   | 391    | 421   | 不明   | 328   |
| 1921 | 424   | 391    | 421   | 不明   | 326   |
| 1926 | 358   | 391    | 421   | 不明   | 320   |
| 1931 | 407   | 391    | 421   | 不明   | 320   |
| 1936 | 402   | 391    | 421   | 不明   | 320   |
| 1942 | 405   | 391    | 421   | 不明   | 320   |
| 1948 | 402   | 391    | 421   | 不明   | 320   |
| 1950 | 386   | 380    | 421   | 不明   | 320   |
| 1951 | 408   | 380    | 421   | 不明   | 320   |
| 1952 | 405   | 380    | 421   | 不明   | 320   |
| 1954 | 388   | 380    | 421   | 378    | 320   |
| 1955 | 388   | 380    | 421   | 372    | 320   |
| 1956 | 386   | 380    | 421   | 373    | 320   |
| 1957 | 350   | 380    | 421   | 373    | 320   |
| 1961 | 388   | 380    | 421   | 373    | 320   |

※単位はフィート、1フィート≒30.48センチ

## 主要な出来事
- 1911年4月12日、レッドソックス戦で開場（セネタース 8 - 5 レッドソックス）。
- 1920年5月14日、ウォルター・ジョンソンが通算300勝を達成した。
- 1926年4月27日、ウォルター・ジョンソンが通算400勝を達成した。
- 1937年7月7日、オールスターゲーム開催（ア 8 - 3 ナ）。
- 1940年12月8日、1940年NFLチャンピオンシップゲームが行われ、シカゴ・ベアーズがワシントン・レッドスキンズをNFL史上最大点差となる73-0で破った。
- 1953年4月17日、ヤンキースのミッキー・マントルが推定飛距離565フィート（約172.2メートル）の大リーグ史上最長本塁打を放つ。
- 1956年7月10日、オールスターゲーム開催（ナ 7 - 3 ア）。
- ワールドシリーズ開催：1924年、1925年、1933年
- 1961年9月21日、ツインズ戦で閉場（ツインズ 6 - 3 セネタース）。

| 開催イベントとテナント                            | 開催イベントとテナント                                  | 開催イベントとテナント                            |
| ------------------------------------------------- | ------------------------------------------------------- | ------------------------------------------------- |
| 前本拠地： アメリカン・リーグ・パーク 1901 - 1910 | ミネソタ・ツインズの本拠地 1911 - 1960                  | 次本拠地： メトロポリタン・スタジアム 1961 - 1981 |
| 前本拠地： フェンウェイ・パーク 1933 - 1936       | ワシントン・レッドスキンズの本拠地 1937 - 1960          | 次本拠地： RFKスタジアム 1961 - 1996              |
| 前本拠地： n/a -                                  | テキサス・レンジャーズの本拠地 1961 - （1シーズン限り） | 次本拠地： RFKスタジアム 1962 - 1971              |